# کن بودن
کن بودن (انگلیسی: Ken Boden؛ زادهٔ ۵ ژوئیهٔ ۱۹۵۰) بازیکن فوتبال اهل استرالیا است.
از باشگاه‌هایی که در آن بازی کرده‌است می‌توان به باشگاه فوتبال دونکستر راورز، باشگاه فوتبال هال سیتی، باشگاه فوتبال اسکانتورپ یونایتد، باشگاه فوتبال شفیلد یونایتد، و باشگاه فوتبال ماتلوک تاون اشاره کرد.
وی همچنین در تیم ملی فوتبال استرالیا بازی کرده‌است.